# APOL3
APOL3‏ (Apolipoprotein L3) هوَ بروتين يُشَفر بواسطة جين APOL3 في الإنسان.